# Месје 100
Месје 100 (М100) је спирална галаксија у сазвежђу Береникина коса која се налази у Месјеовом каталогу објеката дубоког неба.
Деклинација објекта је + 15° 49' 22" а ректасцензија 12h 22m 54,9s. Привидна величина (магнитуда) објекта М100 износи 9,3 а фотографска магнитуда 10,1. Налази се на удаљености од 16,094 милиона парсека од Сунца. М100 је још познат и под ознакама NGC 4321, UGC 7450, MCG 3-32-15, IRAS 12204+1605, CGCG 99-30, VCC 596, KUG 1220+160, PGC 40153.